# Colletes kincaidii
Colletes kincaidii är en solitär biart som beskrevs av Cockerell 1898. Den ingår i släktet sidenbin och familjen korttungebin. Inga underarter finns listade i Catalogue of Life.

## Beskrivning
Arten har svart grundfärg. Huvud och mellankropp har gulbrun päls, ljusare hos honan än hos hanen. Vingarna är genomskinliga och svagt violettfärgade, med mörkt rödaktiga ribbor. Bakkroppen är svart, med undantag från täta, vita hårband på bakkanterna av tergiterna, segmenten på ovansidan. Honan har en kroppslängd mellan 9 och 11 mm, hanen mellan 7 och 9 mm.

## Ekologi
Arten är polylektisk, det vill säga den besöker ett flertal blommande växter: Amaryllisväxter som lökväxter, sumakväxter som sumaksläktet, flockblommiga växter som morötter, lokor och Sphenosciadium, korgblommiga växter som blåklintssläktet, tistlar, binkor, grindelior, Heliomeris, sallater, gullrissläktet, höstastrar och maskrosor, korsblommiga växter som hamnsenap, kaprifolväxter som snöbärssläktet, paradisblomsterväxter som Peritoma, fetbladsväxter som fetknoppar, ärtväxter som segelbuskar, Dalea, lusernsläktet och sötväpplingar, gentianaväxter som Frasera, johannesörtsväxter som johannesörter, kransblommiga växter som anisisopar, lökväxter som lökar, blågullsväxter som Polemonium, slideväxter som Eriogonum och boveten, ranunkelväxter som klematissläktet och riddarsporrar samt rosväxter som tokar och fingerörter. Flygperioden varar från början av juni till början av september.

### Fortplantning
Honan gräver individuella larvbon i vanligtvis vegetationsfri mark. Det förekommer också att hon utnyttjar redan existerande håligheter. Likt många solitära bin, förses bona med pollen som näring. Medan honan hämtar pollen från flera olika växter, kommer pollennäringen i varje enskild larvcell alltid från samma växtart. Även om biet är solitärt, förläggs bona i stora kolonier, som återanvänds av flera generationer. Det förekommer att samma koloni har utnyttjats i över 100 år. Larvbona kan parasiteras av filtbiet Epeolus compactus och svävflugan Paravilla fumosa.

## Utbredning
Utbredningsområdet omfattar mellersta Nordamerika från södra Kanada (British Columbia till Nova Scotia) till främst västra USA (söderut till Kalifornien och Arizona). I östra USA sträcker det sig från New York över Indiana och Illinois söderut via Appalacherna till North Carolina.